# 3-idrossipimeloil-CoA deidrogenasi
La 3-idrossipimeloil-CoA deidrogenasi è un enzima appartenente alla classe delle ossidoreduttasi, che catalizza la seguente reazione:
3-idrossipimeloil-CoA + NAD+ ⇄ 3-ossopimeloil-CoA + NADH + H+
L'enzima è coinvolto nella via anaerobica di degradazione del benzoato nei batteri.